# Перзенбойг-Готсдорф
Перзенбойг-Готсдорф (нем. Persenbeug-Gottsdorf) — ярмарочная коммуна (нем. Marktgemeinde) в Австрии, в федеральной земле Нижняя Австрия.
Входит в состав округа Мельк. Население составляет 2209 человек (на 31 декабря 2005 года). Занимает площадь 8,31 км². Официальный код — 31530.
Достопримечательность — замок Перзенбойг, в котором родился последний австрийский император Карл I (1887—1922).

## Политическая ситуация
Бургомистр коммуны — Манфред Митмассер (СДПА) по результатам выборов 2005 года.
Совет представителей коммуны (нем. Gemeinderat) состоит из 21 места.
- СДПА занимает 17 мест.
- АНП занимает 4 места.